# Municipio de Angostura
El municipio de Angostura se encuentra en el estado de Sinaloa, México. Sus coordenadas son 25°21′54″N 108°09′43″O / 25.36500, -108.16194.
El municipio de Angostura se encuentra ubicado en el centro-norte del estado. El municipio presenta variaciones que van del nivel del mar a casi 300 metros, en sus partes más altas. Su cabecera municipal es la ciudad homónima.
Según el censo del 2015, el municipio de Angostura tenía una población de 47,207 habitantes.

## Subdivisión política
El municipio de Angostura se subdivide en 8 Sindicaturas:
- La Ilama
- Colonia Agrícola México
- Gato de Lara
- Alhuey
- Campo Plata
- La Reforma
- Colonia Agrícola Independencia
- Costa Azul

## Historia
En la época prehispánica fue un asentamiento nahua, éstos conocieron a los tahues cuyo territorio comprendía desde el río Mocorito hasta el San Lorenzo.
La época de la colonia transcurrió sin acontecimientos de importancia. Durante la guerra de independencia se perturbó su reposo aunque muy pasajeramente. Consumada la independencia hubo serios disturbios en todo el estado por la separación de las provincia de Sinaloa y Sonora.
En el año de 1909, don Francisco I. Madero estuvo en Angostura, en plena campaña presidencial, hablando de democracia y libertad. Tal mensaje prendió con fuerza y Angostura hizo un aporte valioso a la Revolución con Felipe Riveros y Macario Gaxiola Urías.
En 1916, Angostura nace como municipio por la importancia económica que había logrado por medio de su agricultura. El General Ángel Flores, gobernador del estado, apoyó la solicitud de los vecinos que querían formar su propio municipio y dejar de pertenecer a la directoría de Mocorito. Fue así como el Congreso Local expidió el decreto publicado el 17 de diciembre de 1916 que dio vida al nuevo municipio siendo su primer presidente municipal Don Patricio McConegly.

## Demografía

### Localidades
Las 10 más pobladas en 2010 de acuerdo con el censo de INEGI son las que a continuación se enlistan:
| Localidad                                | Población |
| Total Municipio                          | 44,993    |
| La Reforma                               | 6,743     |
| Angostura                                | 5,086     |
| Colonia Independencia (Chinitos)         | 3,318     |
| Colonia Agrícola México (Palmitas)       | 2,692     |
| Alhuey                                   | 2,686     |
| Leopoldo Sánchez Celis (El Gato de Lara) | 2,612     |
| La Esperanza                             | 1,565     |
| Costa Azul                               | 1,466     |
| Gustavo Díaz Ordaz (Campo Plata)         | 1,193     |
| La Palma                                 | 1,038     |

### Límites municipales
Tiene límites administrativos con los siguientes municipios y/o accidentes geográficos, según su ubicación:
| Noroeste: Guasave          | Norte: Salvador Alvarado           |                                   |
| Oeste: Golfo de California |                                    | Este: Salvador Alvarado, Mocorito |
|                            | Sur: Golfo de California, Navolato | Sureste: Navolato                 |